# Henckelia
Henckelia is een geslacht van planten uit de familie Gesneriaceae.

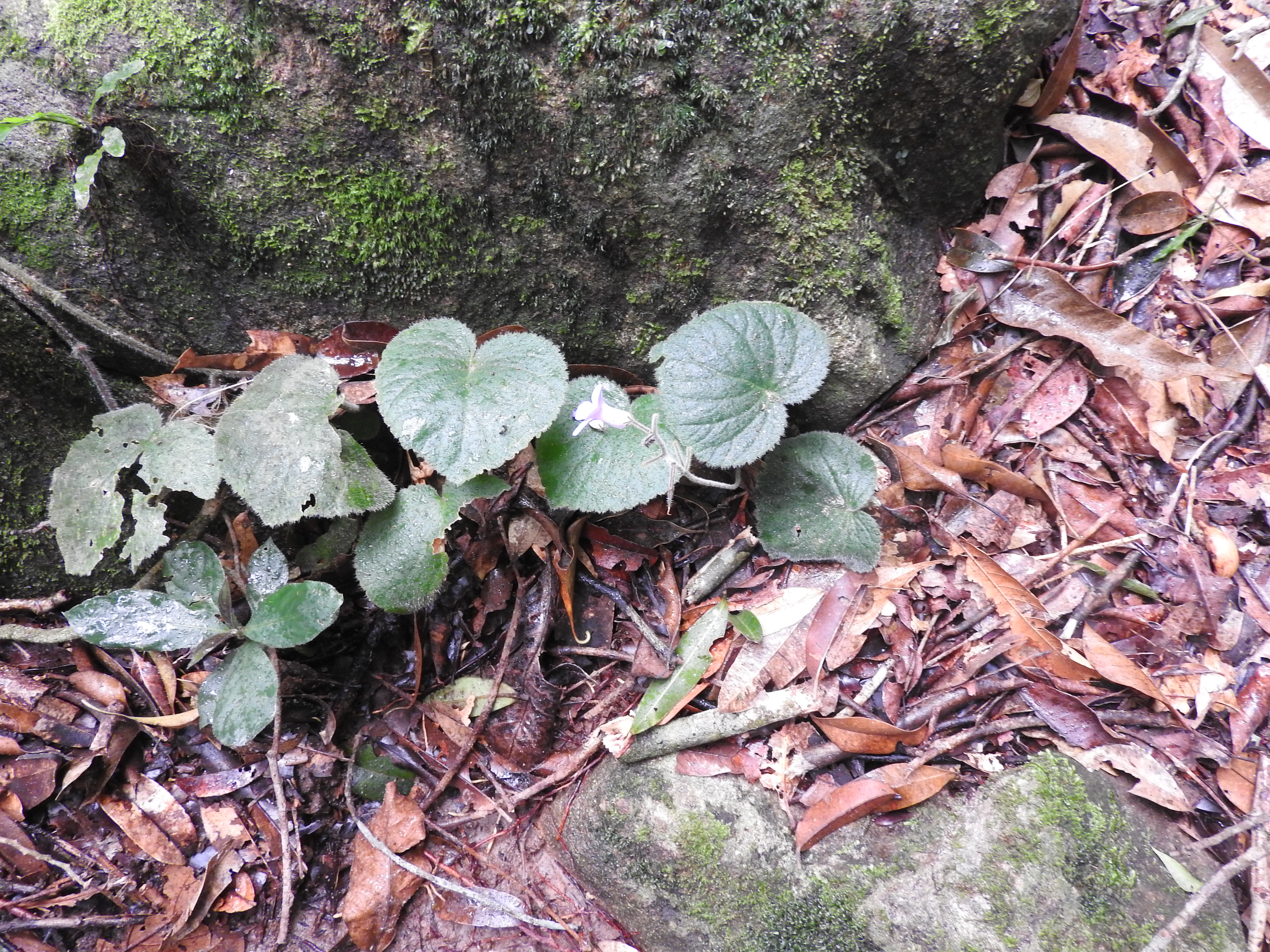
Henckelia repens

## Soorten
- Henckelia adenocalyx
- Henckelia alternifolia
- Henckelia amoena
- Henckelia anachoreta
- Henckelia angusta
- Henckelia auriculata
- Henckelia bakoensis
- Henckelia beccarii
- Henckelia bifolia
- Henckelia briggsioides
- Henckelia browniana
- Henckelia bullata
- Henckelia burttii
- Henckelia calva
- Henckelia ceratoscyphus
- Henckelia communis
- Henckelia dibangensis
- Henckelia dielsii
- Henckelia dimidiata
- Henckelia fasciculiflora
- Henckelia fischeri
- Henckelia floccosa
- Henckelia forrestii
- Henckelia fruticola
- Henckelia gambleana
- Henckelia grandifolia
- Henckelia heterostigma
- Henckelia hookeri
- Henckelia humboldtiana
- Henckelia incana
- Henckelia infundibuliformis
- Henckelia innominata
- Henckelia insignis
- Henckelia kompsoboea
- Henckelia lacei
- Henckelia lachenensis
- Henckelia lanceolata
- Henckelia longipedicellata
- Henckelia longipetiolata
- Henckelia longisepala
- Henckelia lyrata
- Henckelia macrostachya
- Henckelia meeboldii
- Henckelia mishmiensis
- Henckelia missionis
- Henckelia monantha
- Henckelia monophylla
- Henckelia moonii
- Henckelia oblongifolia
- Henckelia ovalifolia
- Henckelia peduncularis
- Henckelia petiolaris
- Henckelia primulacea
- Henckelia puerensis
- Henckelia pumila
- Henckelia pycnantha
- Henckelia repens
- Henckelia rotundata
- Henckelia scabrinervia
- Henckelia shuii
- Henckelia smitinandii
- Henckelia speciosa
- Henckelia tibetica
- Henckelia urticifolia
- Henckelia verbeniflos
- Henckelia violoides
- Henckelia walkerae
- Henckelia wightii
- Henckelia zeylanica